# Prosjek (Ravno, BiH)
Prosjek  je naseljeno mjesto u općini Ravno, Federacija Bosne i Hercegovine, BiH.

## Povijest
Do potpisivanja Daytonskog mirovnog sporazuma bilo je u sastavu tadašnje općine Trebinje koja je ušla u sastav Republike Srpske.

## Stanovništvo

### 1991.
Nacionalni sastav stanovništva 1991. godine, bio je sljedeći:
ukupno: 4
- Srbi - 4

### 2013.
Prema popisu iz 2013. godine bilo je bez stanovnika.